# 조지아 월드 콩그레스 센터
조지아 월드 콩그레스 센터(Georgia World Congress Center)는 미국 조지아주 애틀랜타에 위치한 컨벤션 센터이며, 1996년 하계 올림픽 당시 핸드볼 등의 실내 경기장으로 활용되었다.